# Theagenes (geslacht)
Theagenes is een geslacht van vlinders van de familie dikkopjes (Hesperiidae), uit de onderfamilie Pyrginae.

## Soorten
- T. albiplaga (Felder & Felder, 1867)
- T. dichrous (Mabille, 1878)